# Germán Correa
Víctor Germán Correa Díaz (Ovalle, 26 de diciembre de 1939) es un sociólogo, académico y político chileno, exmiembro del Partido Socialista (PS), del cual ejerció como presidente entre 1992 y 1994. Se desempeñó como ministro de Estado durante los gobiernos de los presidentes Patricio Aylwin y Eduardo Frei Ruiz-Tagle.

## Estudios y carrera académica
Se formó en la Escuela Pública N.º 1 de Ovalle y en el Liceo de Hombres de esa misma ciudad. Posteriormente se tituló de sociólogo en la Universidad de Chile hizo sus estudios de doctorado en esa misma disciplina en la Universidad de California en Berkeley, en EE. UU.
Se ha desempeñado como consultor en políticas públicas del Programa de las Naciones Unidas para el Desarrollo (PNUD) en Chile y como consultor para el área del transporte público del Banco Mundial. Ha ejercido como profesor de Gobierno y Gestión del Estado en la Escuela de Gobierno y Gestión Pública de la Universidad de Chile. Desde el 2004 es profesor del Bing Overseas Program de la Universidad de Stanford California, Estados Unidos; profesor del magíster de dirección pública de la Universidad Católica de Valparaíso (PUCV).[cita requerida]

## Carrera política

### Unidad Popular y dictadura
Trabajó en la Presidencia de la República durante el Gobierno de Salvador Allende (1970-1973), específicamente como jefe del Departamento de Planificación de la Conferencia Nacional de Desarrollo Social.
Entre 1974 y 1989, periodo de la dictadura militar chilena, se desempeñó en diversos organismos internacionales dependientes de la Organización de las Naciones Unidas (ONU).
Entre 1983 y 1987 fue consejero nacional y presidente del Movimiento Democrático Popular (MDP) que buscaba expulsar del poder al general Augusto Pinochet. En 1985 fue uno de los integrantes del grupo político Intransigencia Democrática.

### Gobiernos de la Concertación
Tras el retorno a la democracia, fue ministro de Transportes y Telecomunicaciones del gobierno de Patricio Aylwin, presidente del Partido Socialista y, por un breve periodo, ministro del Interior de Eduardo Frei Ruiz-Tagle – siendo el primer ministro del interior socialista tras el retorno a la democracia, el último fue Carlos Briones Olivos durante el gobierno de Allende –.
Entre 2002 y 2003 fue coordinador general del naciente Plan de Transporte Urbano de Santiago, por encargo del presidente Ricardo Lagos.
En 2004 se presentó como candidato a alcalde por la comuna de La Florida, perdiendo estrechamente frente al representante de la Unión Demócrata Independiente (UDI), Pablo Zalaquett.
Entre mayo de 2006 y agosto de 2010 ocupó la presidencia del directorio de la estatal Empresa Portuaria de Valparaíso (EPV).
A mediados de 2014 asumió como presidente de la Comisión Asesora Presidencial de Promovilidad Urbana, por decisión de la presidenta Michelle Bachelet.
El 1 de julio de 2016 asumió como presidente del Directorio de la Empresa de los Ferrocarriles del Estado (EFE), por un periodo de dos años.
En enero de 2020, junto a Ernesto Águila y el exvicepresidente de la Empresa Nacional de Minería Jaime Pérez de Arce, Germán Correa encabeza la lista de cerca 70 militantes que renunciaron al Partido Socialista. Había tenido 58 años de militancia.

## Historial electoral

### Elecciones parlamentarias de 1997
- Elecciones parlamentarias de 1997, candidato a senador por la Circunscripción 17, (Los Lagos Sur)[19]

| Candidato                 | Pacto                          | Partido | Votos  | %     | Resultado |
| ------------------------- | ------------------------------ | ------- | ------ | ----- | --------- |
| Mercedes Bravo Valenzuela | Humanista                      | PH      | 3424   | 1,73  |           |
| Rodolfo Stange Oelckers   | Unión Por Chile                | ILB     | 53 584 | 27,11 | Senador   |
| Harry Jurgensen Caesar    | Unión Por Chile                | RN      | 37 985 | 19,22 |           |
| Sergio Páez Verdugo       | Concertación por la Democracia | DC      | 56 189 | 28,43 | Senador   |
| Germán Correa Díaz        | Concertación por la Democracia | PS      | 39 962 | 20,22 |           |
| Óscar Azócar García       | La Izquierda                   | PC      | 6508   | 3,29  |           |

### Elecciones municipales de 2004
- Elecciones municipales de 2004, para la alcaldía de La Florida [20]

| Candidato            | Pacto                          | Partido | Votos  | %     | Resultado |
| -------------------- | ------------------------------ | ------- | ------ | ----- | --------- |
| Pablo Zalaquett Said | Alianza                        | UDI     | 64 115 | 47,90 | Alcalde   |
| Germán Correa Díaz   | Concertación por la Democracia | PS      | 62 300 | 46,55 |           |
| Carmen Moncada Cofré | Juntos Podemos Más             | ILA     | 7430   | 5,55  |           |